# Centro di documentazione Stava
Il  Centro di documentazione Stava, anche noto come Centro Stava 1985, in località Stava, è gestito da un'organizzazione non lucrativa di utilità sociale che si è assunta il compito istituzionale di mantenere viva la memoria riguardo ai fatti che hanno portato al disastro del 19 luglio 1985.

## Scopi

Immagine di Stava dopo la tragedia del 19 luglio 1985.

Le finalità del Centro di documentazione Stava e della Onlus che la sostiene sono molteplici.
- Conservare la memoria storica della catastrofe che ha colpito la Val di Stava provocando enormi danni materiali e, cosa irreparabile, la perdita di 268 vite umane.
- Mantenere l'attenzione anche su altre tragedie causate dal comportamento sbagliato dell'uomo, come il disastro del Vajont e l'incidente della funivia del Cermis.
- Informare e fornire strumenti formativi su tematiche quali la gestione territoriale, l'etica professionale, la responsabilità individuale e d'impresa
- Creare e far crescere un diverso atteggiamento culturale nella popolazione, negli enti pubblici e nelle iniziative private per migliorare la prevenzione. Una gestione territoriale corretta e consapevole, unita ad un comportamento più responsabile dei singoli, avrebbe probabilmente evitato queste ed altre catastrofi.[1]

## Iniziative ed attività
La Fondazione mette a disposizione per la conoscenza e le ricerche un archivio con più di 1400 fotografie, numerosissimi documenti e molti file multimediali.
Opera un presidio sul territorio monitorando e valutando l'impatto di iniziative o attività che possono modificare l'ambiente creando possibili rischi.
Offre un servizio di visite guidate gratuito con accompagnatori che garantiscono la loro presenza durante tutto l’anno: in inverno su prenotazione e in estate tutti i giorni.